# 三文八卦
《三文八卦》（三文ゴシップ，Sanmon Gossip／Superficial Gossip）是日本音樂家椎名林檎的第四張專輯，由EMI Music Japan／Virgin Music於2009年6月24日發行。而一般人簡稱此張專輯為SG。在跨業合作部分，歌曲‘兩人的時間’更成為日本放送協會兒童節目‘大家之歌’的主題曲。初回限定為「精美紙盒包裝＆素肌色歌詞本」。另外，台壓盤首批限量特典：日本原裝進口海報。
在專輯銷售成績方面，本張專輯在日本Oricon銷售榜上最高位居單週第1名，名列2009年年度銷售榜第39位。在銷售認證上，專輯《三文八卦》銷售突破10萬張，在2009年6月通過日本唱片協會認定為金唱片。

## 專輯概要
《三文八卦》是椎名林檎繼2008年11月發行套裝專輯《MoRA》半年後，再度發表作品，而距離椎名林檎上一張原創專輯《加爾基 精液 栗子花》更有六年之久。本張專輯本身並沒有收錄了先前發行的單曲《滿滿的財富》中的歌曲，反而是將兩年前發表的數位下載單曲「短暫少女」及十周年紀念演唱會上發表的歌曲「餘興」收錄至其中。
專輯名稱的由來是早在專輯《平成風俗》還沒完成時，椎名林檎就想到要以電吉他大廠Gibson名下「SG」系列的名稱作為專輯名稱。雖然她很早就想出SG的雛型，但是椎名林檎並沒有運用在專輯《平成風俗》中。後來，為了想要以此為名發表專輯，椎名林檎便著手展開命名的工作，巧的是她喜歡的「Sanmon」和「Gossip」兩個詞的簡稱正好是「SG」，正就是本張專輯的名稱。而專輯封面和歌詞本則和單曲《滿滿的財富》一樣，由裸色作為出發點，而這樣的想法也一併運用在音樂錄影帶上。
由於椎名林檎在《(生)林檎博'08 〜10周年記念祭〜》上發表的新歌「餘興」受到觀眾熱烈迴響的緣故，因此她順其自然地將手邊的創作整理並一併發表出來。而在音樂性的部分，這張睽違六年的原創專輯，赤裸裸的展現椎名林檎式的音樂，並找來了眾多音樂人恰如其分的在適合的曲子上，做出搖滾、龐克、爵士樂、藍調，甚至是饒舌的曲目。雖然這張專輯是椎名林檎睽違六年發表的原創專輯，但她則表示希望自己能夠早點忙完個人專輯的事，因為如果不趕快結束的話，就沒有辦法專心於樂團東京事變上。因此，在這張專輯發行後，她也沒有舉辦巡迴演唱會。
在專輯發售時程上，新專輯發行的消息最早於2009年4月17日就在官網發佈，05月11日發表參與專輯製作的編曲者。06月1日則開始接受歌曲「旬」及「兩人的時間」的數位下載服務。一個禮拜後，06月8日則開始接受歌曲「旬」的音樂錄影帶視聽服務。在06月22日至28日期間內，JR山手線和東京地鐵各個主要車站皆有大型的宣傳海報。日本於06月24日發行專輯，台灣則於06月26日當天同步發行進口版與台壓版。
最後，在專輯銷售成績方面，專輯在發行當週以12萬張的銷售量在日本Oricon銷售榜上位居第1名，總計在Oriocn銷售榜上榜15週，累積銷售達20.2萬張，名列2009年年銷售榜第39位。同時，專輯銷售突破10萬張，在2009年6月通過日本唱片協會認定為金唱片。

### 音樂錄影帶

以裸色為主的音樂錄影帶

在歌曲「旬」的音樂錄影帶中，椎名林檎一個人獨自完成了內心愛情戲。而且導演木村豐還以裸色處理每個鏡頭，像是椎名林檎插吉他音源線、旋轉音箱旋鈕，甚至是招牌LOGO黑貓跑進了吉他的輸出插孔，然後椎名林檎將其中指伸入洞中等鏡頭都充滿著濃厚的性暗示。但也成功的建立起此首音樂錄影帶的獨立性。
另外，導演更以層層堆疊的影像，將椎名林檎背部全裸的鏡頭與人的骨骼或是鋼琴、吉他結合，讓整個音樂錄影帶增添了不一樣的面貌。而第二波主打的音樂錄影帶為歌曲「恰好的身體」。

### 對稱美學
在這張翻唱專輯中，椎名林檎也不忘發揚其對稱之美。首先，歌曲除了特別收錄曲丸內虐待狂(EXPO ver.)以外，以第七首歌曲「旬」為中心，依字數、平假名、片假名對稱，時間則是剛剛好的「5Ｏ:口5」。
| 01. | 13. |
| 02. | 12. |
| 03. | 11. |
| 04. | 10. |
| 05. | 09. |
| 06. | 08. |
| 07. |     |
|     |     |

### 跨業合作
- 「短暫少女」

（Asmik Ace）電影‘惡女花魁’的主題曲
- 「兩人的時間」

（日本放送協會）兒童節目‘大家之歌’的主題曲

### 獲獎紀錄
The SPACE SHOWER MUSIC VIDEO AWARDS
- （2010）－BEST ARTIST－椎名林檎
- （2010）－BEST FEMALE VIDEO－《恰好的身體》

CD店大獎
- （2010）－BEST ALBUM－椎名林檎《三文八卦》（提名）

### 先行發售單曲
- 短暫少女（2006年11月11日，數位下載單曲）
(日本) RIAJ數位下載榜：#67[20]
(日本) iTunes Store週銷售排行榜：#1

## 曲目
| 曲序     | 曲目                                   | 编曲                         | 时长  |
| -------- | -------------------------------------- | ---------------------------- | ----- |
| 1.       | 流行（作詞：椎名林檎、坂間大介）       | H是都M                       | 4:16  |
| 2.       | 勞働者                                 | 池田貴史                     | 5:01  |
| 3.       | 密偵物語（作詞：Jack Brown）           | 服部隆之                     | 3:10  |
| 4.       | 從原點開始                             | 中山信彥、化貓殺手           | 3:18  |
| 5.       | 短暫少女                               | SOIL&"PIMP"SESSIONS          | 2:29  |
| 6.       | 恰好的身體                             | 齋藤毅                       | 3:14  |
| 7.       | 旬                                     | SOIL&"PIMP"SESSIONS          | 4:47  |
| 8.       | 兩人的時間                             | 齋藤毅                       | 3:05  |
| 9.       | 假溫柔男                               | SOIL&"PIMP"SESSIONS          | 3:57  |
| 10.      | 尖銳的手法（作詞：椎名林檎、坂間大介） | 中山信彥、坂間大介、化貓殺手 | 3:02  |
| 11.      | 戀愛情事                               | 服部隆之                     | 3:00  |
| 12.      | 平凡人                                 | Coba                         | 3:48  |
| 13.      | 餘興                                   | 名越由貴夫                   | 3:53  |
| 14.      | 丸內虐待狂（EXPO version）             | 浮雲                         | 2:59  |
| 总时长： | 总时长：                               | 总时长：                     | 50:05 |

### 曲目介紹
1. 流行
  - 本首歌曲找來坂間大介填詞，而東京事變第一期鍵盤手H是都M則使用電子琴來進行編曲。起初，椎名林檎希望坂間大介能夠獨立作詞，但坂間大介認為這樣做他會良心不安。後來，就變成椎名林檎寫她演唱部份的歌詞，饒舌的部分再交給坂間大介。在坂間大介同年3月發行的新專輯中，椎名林檎以「MABOROSHI feat. 椎名林檎」為名義參加歌曲「甜蜜病症」。
  - 本首歌曲本來想以「性與流行」為主題。因為椎名林檎認為總是男性在主導著流行，女性卻是在後頭消費，有點想寫點關於這類的事情，同時也宣告這張專輯的主軸為「浮華世界」。
2. 勞働者（日語：労働者）
  - 在本首歌曲中，池田貴史（日语：レキシ）利用鋼琴和和聲編曲。日後，在2011年3月發行的池田貴史新專輯中，椎名林檎以「Deyonna'」為名義參加歌曲「閃亮武士 feat. Deyonna」。
3. 密偵物語（日語：密偵物語）
  - 本首歌曲由作曲家服部隆之負責編曲[注 2]。椎名林檎則表示：「這首歌曲是歌曲「真夜中的純潔」的續篇。」而在同年8月發售的黑膠唱片《Saturday Night Gossip》中，將本首歌曲的開頭加入歌曲「尖銳的手法」的現場版音源，變成歌曲的另外一種版本「密偵物語（Saturday Night Gossip Ver.） 」。
4. 從原點開始（日語：〇地点から）
  - 歌曲正如其名以原點，即〇為出發點。
5. 短暫少女（日語：カリソメ乙女）
  - 這首歌曲最早是在2006年以「椎名林檎×SOIL&"PIMP"SESSIONS」為名義發行的數位下載單曲，為首次的音源化。
6. 恰好的身體（日語：都合のいい身体）
  - 本首歌曲的音樂錄影帶榮獲2010年的The SPACE SHOWER MUSIC VIDEO AWARDS中，榮獲最佳女歌手音樂錄影帶的獎項。
7. 旬
8. 兩人的時間（日語：二人ぼっち時間）
  - 本首歌曲的歌詞與真善美著名歌曲「Do-Re-Mi」有異曲同工之妙。
9. 假溫柔男（日語：マヤカシ優男）
10. 尖銳的手法（日語：尖った手口）
  - 歌曲原名應為，但口被椎名林檎用圖形的正方形所代替。這首歌和歌曲「流行」一樣，坂間大介參與作詞與編曲的工作。
11. 戀愛情事（日語：色恋沙汰）
12. 平凡人（日語：凡才肌）
  - 在本首歌曲中，編曲者Coba僅用手風琴創作，同時這也是兩人繼2001年發表的歌曲「愛妻家的早餐」[注 3]後第二次的合作。
13. 餘興
  - 這首歌曲最早於《椎名林檎 (生)林檎博'08 〜10周年記念祭〜》演唱會上演唱，當時叫作「餘興（暫譯）」。但收錄專輯的版本與演唱會版本不同，專輯版本的編曲是以吉他為中心演奏，然而演唱會則是以管弦樂為中心。在演唱會上參與演出的吉他手名越由貴夫，則成為了本首歌曲的編曲者。
14. 丸內虐待狂（EXPO ver.）（日語：丸の内サディスティック(EXPO ver.)）
  - 這首歌曲為《椎名林檎 (生)林檎博'08 〜10周年記念祭〜》演唱會結束時在會場播放的歌曲。歌曲的歌詞被改成英文，和原本收錄於專輯《無限償還》的版本不同。在專輯的封面上以「㋚」被標記。而東京事變二期吉他手浮雲參與合唱的演出。

## 演出人員及後製
| １流行 ２勞働者 ３密偵物語 ４從原點開始 ５短暫少女 SOIL&"PIMP"SESSIONS are ６恰好的身體 | ７旬 J.A.M are ８兩人的時間 ９假溫柔男 １０尖銳的手法 １１戀愛情事 １２平凡人 １３餘興 １４丸內虐待狂（EXPO ver.） |

## 銷售排行

### Oricon 銷售榜(日本)
《三文八卦》於06月24日發行專輯。發行首週，在日本公信榜Oricon的專輯榜2009年6月第4週付的榜單中以120,446張銷售量居單週第一名。第二週則以銷售量36,529張居單周第五位，同禮拜銷售冠軍為男歌手福山雅治的第十張專輯《殘響》，第二名則是樂團SID的專輯《hikari》
。總計在日本公信榜Oricon的專輯榜上榜15週，累積銷售達20.1萬張，名列2009年年銷售榜第39位。
| 名稱                   | Oricon銷售榜 | 初登場 | 初登場  | 最高  | 最高    | 總銷售量 | 累積上榜次數 |
| 名稱                   | Oricon銷售榜 | 排 行  | 銷售量  | 排 行 | 銷售量  | 總銷售量 | 累積上榜次數 |
| ---------------------- | ------------ | ------ | ------- | ----- | ------- | -------- | ------------ |
| 2009年6月24日 三文八卦 | 週銷售排行榜 | #1     | 120,446 | #1    | 120,446 | 201,742  | 15週         |
| 2009年6月24日 三文八卦 | 月銷售排行榜 | #6     | 181,255 | #6    | 181,255 | 201,742  | 15週         |
| 2009年6月24日 三文八卦 | 年銷售排行榜 | #39    | 201,724 | #39   | 201,724 | 201,742  | 15週         |

### 其他銷售榜
| 排行榜名稱                         | 最高排名 |
| ---------------------------------- | -------- |
| (日本) Soundscan：CD Album Top 20  | #1       |
| (日本) J-WAVE：Tokio Hot 100       | #4       |
| (日本) 告示牌百強專輯銷售榜 (年榜) | #34      |
| (日本) iTunes Store銷售榜          | #1       |
| (日本) iTunes Store銷售榜 (年榜)   | #9       |
| (台灣) G-Music：東洋榜             | #6       |
| (台灣) 五大唱片：日韓榜            | #6       |

### 銷售認證
| 認證單位              | 銷量             |
| --------------------- | ---------------- |
| (日本) RIAJ：專輯銷售 | 金唱片 (100,000) |

## 發行歷史
| 國家 | 發行日期      | 發行形式       | 唱片公司                      | 商品編號   |
| ---- | ------------- | -------------- | ----------------------------- | ---------- |
| 日本 | 2009年6月24日 | CD             | EMI Music Japan／Virgin Music | TOCT-26840 |
| 韓國 | 2009年6月24日 | CD             | EMI Music Japan／Virgin Music | -          |
| 台灣 | 2009年6月26日 | CD(進口初回盤) | EMI Music Japan／Virgin Music | TOCT-26840 |
| 台灣 | 2009年6月26日 | CD(台壓盤)     | 金牌大風                      | I5154      |

## 宣傳行程
| 類型     | 日期              | 名稱                                           |
| -------- | ----------------- | ---------------------------------------------- |
| 報紙     | 2009/06/24        | 【朝日新聞】掲載廣告                           |
| 雜誌     | 2009/06/15        | 【MUSICA】掲載廣告                             |
| 雜誌     | 2009/06/20        | 【SWITCH】掲載廣告                             |
| 電視     | 2009/06/24, 07/01 | 【NHK】SONGS                                   |
| 地鐵廣告 | 2009/06/22~06/28  | 【東京都内ＪＲ山手・東京地鐵主要車站】大型廣告 |

## 脚注